# Eemnes
Eemnes est un village et une commune néerlandaise, en province d'Utrecht.